# Balanococcus wisei
Balanococcus wisei är en insektsart som först beskrevs av Williams och De Boer 1973.  Balanococcus wisei ingår i släktet Balanococcus och familjen ullsköldlöss. Inga underarter finns listade i Catalogue of Life.